# Hulahula
La rivière Hulahula est un cours d'eau d'Alaska, aux États-Unis situé dans le borough de North Slope.

## Description
Longue de 90 milles (145 km), elle prend sa source à l'issue d'un glacier des monts Romanzof, dans la chaîne Brooks et coule en direction de l'est-sur-ouest pendant 15 milles (24 km) puis du nord-nord-est pendant 15 milles (24 km) jusqu'à l'est de la baie Camden, où elle partage le même delta avec la rivière Opkilak.
Son nom, initialement écrit Hoolahoola, utilisé par les chasseurs de baleine, est d'origine hawaïenne. Il a été référencé en 1902 par S.J. Marsh.

## Sources
- (en) « Hulahula », Geographic Names Information System